# Podwójna

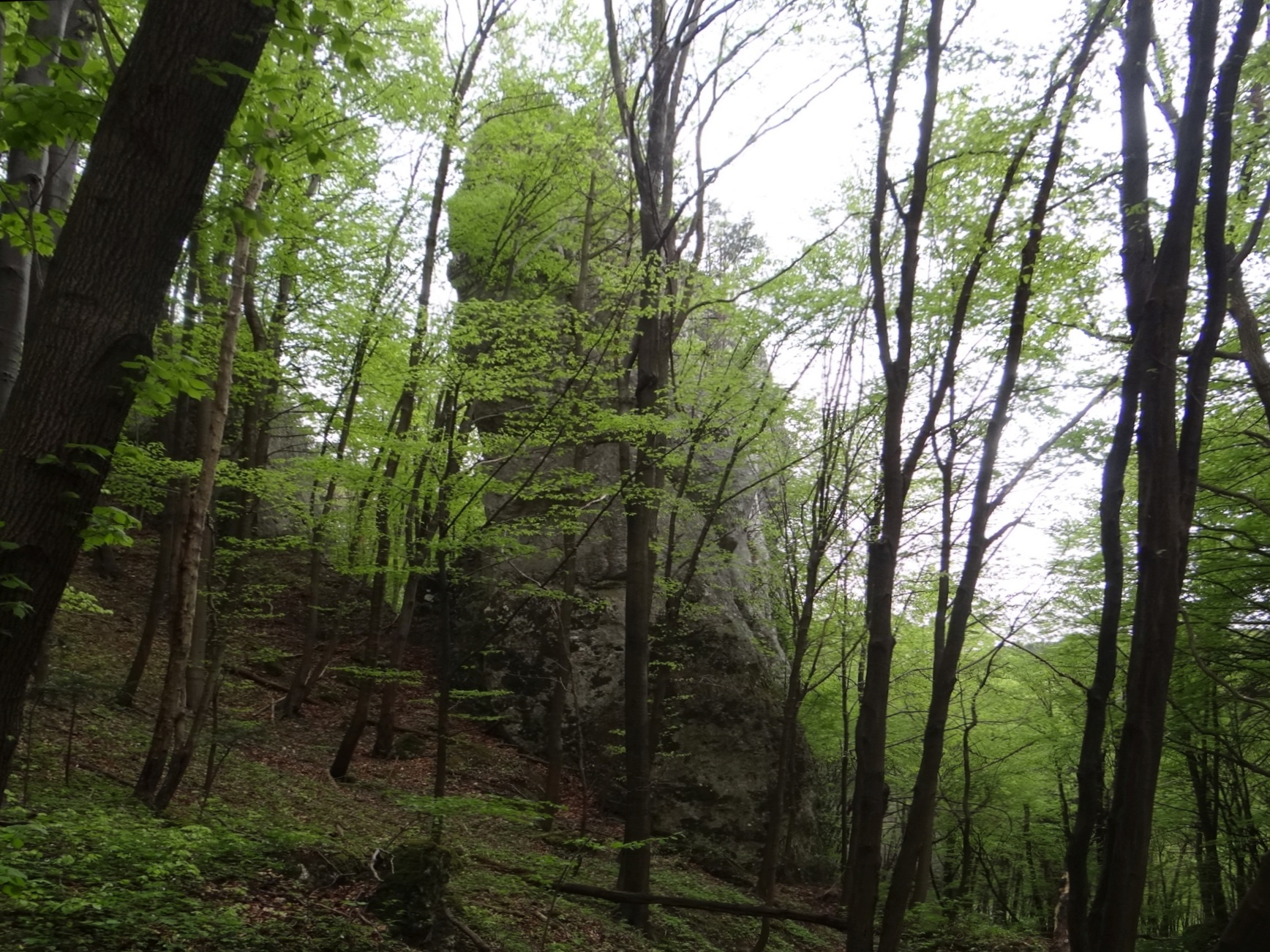
Podwójna, widok od zachodu

Podwójna – skała w Ojcowskim Parku Narodowym, w Wąwozie Smardzowickim na lewym zboczu Doliny Prądnika. Są to właściwie dwie skały, stąd nazwa Podwójna.
Podwójna znajduje się w lesie, zaraz obok  szlaku turystycznego przecinającego dno wąwozu. Szlak ten okrąża skałę Podwójną. Obok Podwójnej zaczyna się nieznakowana ścieżka prowadząca dnem wąwozu do Smardzowic. Powyżej Podwójnej znajduje się skała Lusikowa (poza szlakiem turystycznym), a po południowo-zachodniej stronie Podwójnej i powyżej szlaku turystycznego Skała Puchacza/

## Szlak turystyki pieszej
wejście obok skały Słupek, przez wąwóz Wawrzonowy Dół, wypłaszczenie Skały Krukowskiego, Jaskinię Ciemną, powyżej skały Rękawica, przez punkty widokowe na górze Koronnej i skałę Wapiennik, obok  Podwójnej i Skały Puchacza do dna Doliny Prądnika przy wylocie Wąwozu Smardzowickiego. 